# Marianne Schieder

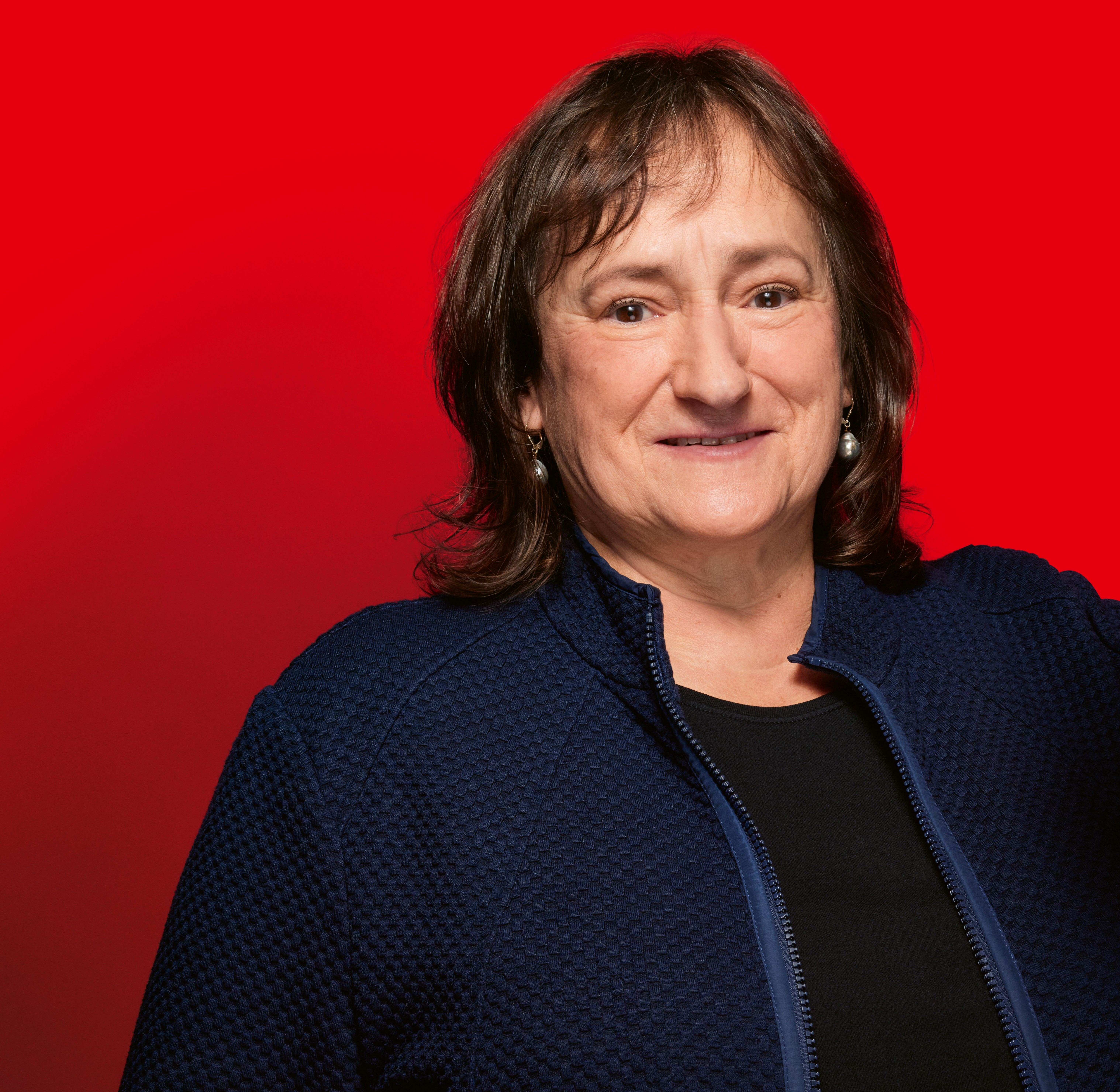
Marianne Schieder (2024)

Marianne Schieder (* 23. Mai 1962 in Schwarzberg, Landkreis Nabburg) ist eine deutsche Politikerin der Partei SPD und Volljuristin. Von 2005 bis 2025 war sie Abgeordnete des Deutschen Bundestages, seit November 2017 Parlamentarische Geschäftsführerin der SPD-Bundestagsfraktion. Von Dezember 2019 bis September 2023 war sie Vorsitzende der Landesgruppe Bayern in der SPD-Bundestagsfraktion.

## Leben
Marianne Schieder wurde als älteste von fünf Töchtern in dem kleinen Dorf Schwarzberg geboren und wuchs dort auf dem elterlichen Bauernhof auf. Noch heute lebt sie in Wernberg-Köblitz. Nach dem Abitur 1981 am Johann-Andreas-Schmeller-Gymnasium in Nabburg studierte Schieder an der Universität Regensburg Rechtswissenschaften und legte beide Staatsexamen erfolgreich ab. Sie war Bundesvorsitzende der Katholischen Landjugendbewegung Deutschlands (KLJB) und konnte als hauptamtliche Landesgeschäftsführerin der KLJB Bayerns ihr ehrenamtliches Engagement in der Jugendarbeit hauptamtlich bis zu ihrer Wahl in den Bayerischen Landtag 1994 fortsetzen. Dieses Engagement, aber auch die Erfahrungen in der Bürgerbewegung gegen den geplanten Bau der atomaren Wiederaufbereitungsanlage Wackersdorf (WAA) in Wackersdorf brachten sie zur Politik. Schieder ist römisch-katholisch.

## Politik
Schieder trat 1990 der SPD bei. Sie ist Vorsitzende der SPD in Wernberg-Köblitz, Vorsitzende des SPD-Unterbezirks Schwandorf-Cham und gehört als stellvertretende Vorsitzende dem SPD-Bezirksvorstand Oberpfalz an. Von 2009 bis 2017 war sie Mitglied des Landesvorstandes und von 2011 bis 2017 Mitglied des Präsidiums der BayernSPD. Seit ihrer Wahl zur Vorsitzenden der Landesgruppe Bayern im Dezember 2019 in der SPD-Bundestagsfraktion gehört sie erneut dem Vorstand der BayernSPD an. Von 2001 bis 2010 war sie Kreisvorsitzende der SPD Schwandorf.
Schieder war von 1994 bis 2005 Mitglied des Bayerischen Landtages, zunächst im Landwirtschafts- und im Rechtsausschuss, später Vorsitzende und stellvertretende Vorsitzende des Ausschusses für Jugend, Bildung und Sport und zudem bildungspolitische Sprecherin der SPD-Landtagsfraktion. Seit 1996 ist sie Markträtin in ihrer Heimatgemeinde Wernberg-Köblitz und Mitglied im Kreistag des Landkreises Schwandorf. Von 1996 bis April 2014 war Schieder auch 2. Stellvertreterin des Landrates im Landkreis Schwandorf.
Von 2005 bis 2025 war Schieder Mitglied des Deutschen Bundestages für den Wahlkreis Schwandorf, der die Landkreise Schwandorf und Cham sowie die Gemeinden Wörth an der Donau und Brennberg umfasst. Im November 2017 wurde Schieder zur Parlamentarischen Geschäftsführerin der SPD-Bundestagsfraktion gewählt. Im Dezember 2021 wurde sie im Amt bestätigt. Sie war Mitglied des Ältestenrates und der Kommission des Ältestenrates für die Rechtsstellung der Abgeordneten sowie für innere Angelegenheiten des Bundestages. Von Dezember 2019 bis September 2023 war sie Vorsitzende der Landesgruppe Bayern in der SPD-Bundestagsfraktion. Bereits seit Februar 2010 hatte sie das Amt der stellvertretenden Vorsitzenden inne. Schieder folgte damit Martin Burkert, der zum Ende Januar 2020 aus dem Deutschen Bundestag ausschied.
|                 | Ordentliche Mitgliedschaften | Stellvertretende Mitgliedschaften                               |
| --------------- | --- | --------------------------------------------------------------- |
| 16. Wahlperiode | Rechtsausschuss Ausschuss für Ernährung, Landwirtschaft und Verbraucherschutz                                                                       |                                                                 |
| 17. Wahlperiode | Rechtsausschuss Ausschuss für Bildung, Forschung und Technikfolgenabschätzung                                                                       |                                                                 |
| 18. Wahlperiode | Ausschuss für Wahlprüfung, Immunität und Geschäftsordnung Ausschuss für Bildung, Forschung und Technikfolgenabschätzung                             | Ausschuss für Recht und Verbraucherschutz                       |
| 19. Wahlperiode | Ausschuss für Wahlprüfung, Immunität und Geschäftsordnung Ausschuss für Wahlprüfung Ausschuss für Kultur und Medien Der Ältestenrat                 | Ausschuss für Recht und Verbraucherschutz Gemeinsamer Ausschuss |
| 20. Wahlperiode | Ausschuss für Kultur und Medien Ausschuss für Wahlprüfung, Immunität und Geschäftsordnung Rechtsausschuss des Deutschen Bundestages Der Ältestenrat | Ausschuss für Recht und Verbraucherschutz                       |

In der SPD-Fraktion arbeitete Schieder in den Arbeitsgruppen Kultur und Medien, Kommunalpolitik, Bürgerschaftliches Engagement, Urheberrecht und in der AWO-Parlamentariergruppe. Weiterhin war sie Mitglied in den Parlamentarischen Gruppen Schienenverkehr sowie Bahnlärm. Seit März 2015 war Schieder Mitglied im Beirat des Deutsch-Tschechischen Gesprächsforums, seit 2018 Mitglied im Stiftungsrat der „Stiftung Flucht, Vertreibung, Versöhnung“ und Mitglied des Kuratoriums der Stiftung Denkmal für die ermordeten Juden Europas. Seit September 2021 ist Schieder Mitglied im Stiftungsrat der Bundesstiftung „Orte der deutschen Demokratiegeschichte“ und seit 2022 Kuratoriumsmitglied der Stiftung Haus der Geschichte der Bundesrepublik Deutschland.
Schieder zog stets über die Landesliste Bayern in den Bundestag ein.